# 梅布尔·帕顿
梅布尔·帕顿（英語：Mabel Parton，1881年7月22日—1962年8月12日），英国女子网球运动员。她曾代表英国参加1912年夏季奥林匹克运动会网球比赛，获得女子单打铜牌和混合双打第五名。